# Émile Sarrade
Émile Sarrade (10 de março de 1877 - 14 de outubro de 1953) foi um competidor de cabo de guerra e atleta de rugby union francês. Ele competiu nos Jogos Olímpicos de Verão de 1900, tendo conquistado a medalha de ouro na competição de rugby, bem como a medalha de prata na competição de cabo de guerra, ambas como membro da equipe francesa.